# ژاک سیمون
ژاک سیمون (فرانسوی: Jacques Simon‎؛ زادهٔ ۱ اکتبر ۱۹۳۸) دوچرخه‌سوار اهل فرانسه است.